# Craig Harris
Craig Harris (Hempstead, Nueva York, 10 de septiembre de 1953) es un trombonista y compositor de free jazz y jazz contemporáneo.

## Historial
Desde que se inició con Sun Ra, en 1976, Harris ha trabajado con un notable elenco de músicos de jazz: Abdullah Ibrahim, David Murray, Lester Bowie, Cecil Taylor, Sam Rivers, Muhal Richard Abrams y Charlie Haden, entre otros. Harris ha grabado regularmente desde 1983, como líder, para diversos sellos, como India Navigation, Soul Note o JMT. También lideró el grupo The Tailgaters Tails, un quinteto con el clarinetista Don Byron, el trompetista Eddie Allen, Anthony Cox al contrabajo y Pheeroan akLaff como baterista. Formó y dirigió más tarde una big band, Cold Sweat, como tributo a la música de James Brown. 
Craig se había instalado en Nueva York en 1978, estableciéndose como cabeza de un grupo de jóvenes trombonistas, entre los que destacan Ray Anderson, George Lewis y Joseph Bowie. Tras tocar con Pat Patrick, se embarcó en una gira mundial con el pianista sudafricano Abdullah Ibrahim, en 1981, que le llevó hasta Australia, donde descubrió el didgeridoo, instrumento que añadió a su repertorio.

## Discografía como líder
- Aboriginal Affairs (India Navigation, 1983)
- Black Bone (Soul Note, 1984)
- Tributes (OTC, 1985)
- Tailgaters Tales: Shelter (JMT, 1986)
- Tailgaters Tales: Blackout in the Square Root of Soul (JMT, 1987)
- Cold Sweat: Cold Sweat Plays J.B. (JMT, 1989)
- Cold Sweat: 4-Play (JMT, 1990)
- F-Stops (Soul Note, 1993)
- Istanbul (Double Moon, 2003)
- Souls Within the Veils (Aquastra Music, 2005)